# Cantonul Cléguérec
Cantonul Cléguérec este un canton din arondismentul Pontivy, departamentul Morbihan, regiunea Bretania, Franța.

## Comune
- Cléguérec (reședință)
- Kergrist
- Malguénac
- Neulliac
- Saint-Aignan
- Sainte-Brigitte
- Séglien
- Silfiac